# 高石村
高石村（たかいしむら）は、高知県高岡郡にあった村。

## 村名の由来
大字用石にある高石神社によるとも、あるいは「高い石垣を巡らす村」であることによるともいわれている。
現在は土佐市立高石小学校等に名をとどめる。

## 沿革
- 1889年4月1日 - 町村制施行に伴い、中島村，用石村，塚地村が合併して高岡郡高石村が成立。
- 1954年3月31日 - 高岡町，蓮池村，北原村，波介村，戸波村と合併して高岡町となり消滅。

## 大字
- 塚地（つかじ）
- 中島（なかじま）
- 用石（もちいし）

## 交通

### 鉄道
村内には通っていなかった。日本国有鉄道土讃本線の波川駅もしくは伊野駅が最寄りとなる。

## 出身人物
- 小川莚喜（海軍少将）